# ギブソン・ファイヤーバード
ギブソン・ファイヤーバード (Gibson Firebird) は、1963年に発表されたギブソン社のエレクトリックギター。エレクトリックベース版モデルとしてはサンダーバードがある。カーデザイナーであるレイ・ディートリッヒがデザインを担当した。

## 歴史
発売当初の仕様はリバース・ボディ（正面から見て右側のボディが左側のボディよりも上に突き出ている）にスルーネック、ミニ・ハムバッカー・ピックアップ搭載であった。
1966年に大幅なモデルチェンジが行われ、リバース・ボディからノン・リバース・ボディ（リバース・ボディを左右反転させたような形状）に全面的に切り替えられた。ネックの接合方法もスルーネックからセットネックに変更されたほか、ピックガードが大型化されて、各モデル共通のボディ（リバースモデルでは、ピックアップのレイアウトによってボディ加工を変えている）となった。
1969年に製造中止。しかしその後、何度か再製造され、現在でもギブソンおよびエピフォンが販売している。

### 年譜
- 1963年 最初のファイヤーバードがスペック違いのI、III、V、VIIの4タイプ発表。
- 1966年 モデルチェンジされ（ノンリバースモデル）1963年同様にI、III、V、VIIの4タイプ発表される。
- 1969年 生産中止。
- 1972年 リバースモデルのファイヤーバードVが限定再生産される。ボディ左上部にメダルが打たれていた事から通称メダリオンを呼ばれる。
- 1976年 リバースモデルのボディデザインを僅かに変更しハードウェアは全てゴールドの通称建国記念モデルは限定生産される。
- 1982年 RD ARTISTの回路を使用したファイヤーバードIIがわずかに生産される。また建国記念モデルをベースにヘッドを一回り小さくした通称ファイヤーバード82も極わずかに生産される。
- 1990年 リバースモデルのファイヤーバードVをベースにトレモロをストップテイルピースへ変更したファイヤーバードVが20年ぶりにレギュラーラインナップで生産される。
- 2004年 ネックをセットネック、ペグがシャーラータイプ、ピックアップがハムバッカーに変更されたFireBird Studioが発表される。
- 2010年 1990年型のファイヤーバードVがペグをスタインバーガー社製のギヤレスチューナーに変更される。通称2010V。
- 2011年 40年ぶりのノンリバースモデル、Firebird Studio Non-Reverseを発表。
  - ギブソン・ロボットギターの流れを汲むハイテクギターFIRE BIRD Xを発売。
- 2012年 新設計のミニハムバッカーを搭載したFireBird Studioの新バージョン、FireBird Studio '70s Tributeが発表。
- 2013年 ファイヤーバード発売50周年記念モデルを販売。
- 2014年 ジャックをボディサイドに移す等の大幅な改良を加えられたファイヤーバード 2014が発売される。
- 2015年 0フレット等の仕様変更が行われたファイヤーバード 2015が発売される。

## 特徴
- リバースモデルは、ギブソン社としては初のスルーネックを採用したソリッドボディエレキギターで、ボディはセンターピースが一段厚くなっている独特の造形となっている。ネックはマホガニーとウォルナットの9ピース構造になっている。
- トレモロユニット使用時のチューニングの狂いを極力減らすため、同社の他モデルよりヘッド角度が浅く、フェンダー社製のギターのヘッドに見られるような、「ストレート・プル・デザイン」を採用している。
- リバースモデルにおけるファイヤーバードIのピックアップはリア側にひとつミニ・ハムバッカーを搭載、ファイヤーバードIII、Vはフロント、リア共にミニ・ハムバッカーを搭載、VIIに至っては3つのミニ・ハムバッカーが搭載されている。これは他のギブソン製に多く用いられるハムバッカーよりもシャープな音質を持っている。
- ノンリバースモデルにおけるファイヤーバードI、IIIはギブソン社の代表的なピックアップP-90が採用され高音域が特徴的なリバースモデルの音とは異なり低音も効いた太い音が特徴となっている。ノンリバースモデルのファイヤーバードV、VIIはノンリバースモデルを同じミニ・ハムバッカーが搭載されている。ノンリバースモデルのファイヤーバードIはP-90をふたつ、IIIは3つ搭載、Vはミニ・ハムバッカーをふたつ、VIIは3つ搭載されている。
- ピックアップが2つ以上装備されたモデルでは、コントロールはレスポールなどと同じ2ボリューム、2トーン、ピックアップセレクタースイッチとなっている。

## 主な使用者
- ジョニー・ウィンター
- エリック・クラプトン
- ブライアン・ジョーンズ
- ロン・ウッド
- ジョー・ペリー
- ゲイリー・ムーア
- ゲム・アーチャー - オアシス - オアシスで活動していた時は、ライブのほとんどでこのギターを使用していた。
- 小野瀬雅生（クレイジーケンバンド）- ファイヤーバード建国記念モデルを使用
- クラレンス・"ゲイトマウス"・ブラウン
- ノエル・ギャラガー - オアシス - シガレッツ・アンド・アルコールのミュージック・ビデオで使用している[2]。
- 宮本直樹 - 元LAUGHIN' NOSE現SAのギタリスト。1982年型ファイヤーバードを使用
- 松本孝弘 - リバースモデルに基づいた、自身のシグネイチャー・モデルを使用。こちらは、本来の仕様とかなり異なっている。
- 瀧川ありさ-シンガーソングライター
- 鈴木茂 - はっぴいえんど時代から、ノンリバースモデルを愛用。
- Jun - THE WILLARD - ノンリバースモデル。
- 川上洋平 - ［Alexandros］ - ノンリバースモデル。ダウンチューニング用にライブで使用。